# Малое Шаймурзино
Ма́лое Шайму́рзино (тат. Кече Шәйморза) — деревня в Дрожжановском районе Республики Татарстан, в составе Старошаймурзинского сельского поселения.

## Этимология
Топоним произошёл от татарского слова «кече» (малый) и ойконима «Шәйморза» (Шаймурзино).

## География
Деревня находится на реке Цильна, в 36 км к востоку от села Старое Дрожжаное.

## История
Основана в 1905 году.
До 1920 года село входило в Больше-Цильнинскую волость Симбирского уезда Симбирской губернии. 
С 1920 года в составе Буинского кантона ТАССР. С 10 августа 1930 года – в Буинском районе; с 10 февраля 1935 года – в Будённовском, с 29 ноября 1957 года – в Цильнинском районах, с 12 октября 1959 года – в Дрожжановском, с 1 февраля 1963 года в Буинском, с 30 декабря 1966 года в Дрожжановском районах.
В 1929 году в деревне организован колхоз «Кызыл Сабанче». С 1994 года ассоциация крестьянских хозяйств «Шайморза», с 2004 года общество с ограниченной ответственностью «Шайморза», с 2011 года открытое акционерное общество «Шаймурзинское СХП им. А. Ш. Абдреева».
В 1991–2016 годах в деревне работала начальная школа.

## Население
| 1913 | 1920 | 1926 | 1938 | 1949 | 1958 | 1970 |
| ---- | ---- | ---- | ---- | ---- | ---- | ---- |
| 267  | ↗275 | ↗308 | ↗358 | ↘305 | ↗328 | ↘307 |
| 1979 | 1989 | 2002 | 2010 | 2018 |      |      |
| ↘198 | ↘95  | ↘73  | ↘54  | ↘22  |      |      |

Национальный состав села — татары.

## Экономика
Жители занимаются полеводством, животноводством. С 2016 года земли деревни в хозяйственном управлении ООО «Эталон-Агро».

## Инфраструктура
Фельдшерско-акушерский пункт, клуб.

## Религия
Мечеть (с 2000 г.).